# Lluís Perpinyà i Castellà
Lluís Perpinyà i Castellà, va ser cronista oficial de la vila de Móra La Nova i historiador del mateix. És descendent del primer alcalde de Móra La Nova, Ramon Castellà i membre d'una família antiga del poble. Va morir als 83 anys, víctima d'una greu malaltia. A punt d'acabar el tercer volum de la trilogia de la història i la geografia local. Lluís va ser advocat, basà la seva trajectòria en activitats professionals, primer a móra La Nova, regint un negoci familiar d'alcohols i posteriorment a Barcelona en una empresa auxiliar de l'automòbil. Lluís disposa d'un carrer amb el seu nom. És autor de diversos llibres.

## Obres
- Milicià Borràs[2],
- Petita història de Móra La Nova[3],
- El territori de Móra La Nova[4],
- El noi de can Janot[5],
- El Senyor Borràs[6],
- 8 d'Abril[7]1891 ARRIBADA DEL PRIMER TREN A MÓRA LA NOVA.[8]